# AKB48 45thシングル 選抜総選挙
『AKB48 45thシングル選抜総選挙〜僕たちは誰について行けばいい?〜』（エーケービーフォーティーエイト フォーティーフィフスシングルせんばつそうせんきょ ぼくたちはだれについていけばいい、別名：第8回AKB48選抜総選挙）は、AKB48の45枚目のシングルに参加する選抜メンバーをファンによる投票で決定するイベントである。この選挙の上位16位までのメンバーが2016年8月31日に発売の45thシングル『LOVE TRIP/しあわせを分けなさい』の選抜メンバーとなった。

## 概要

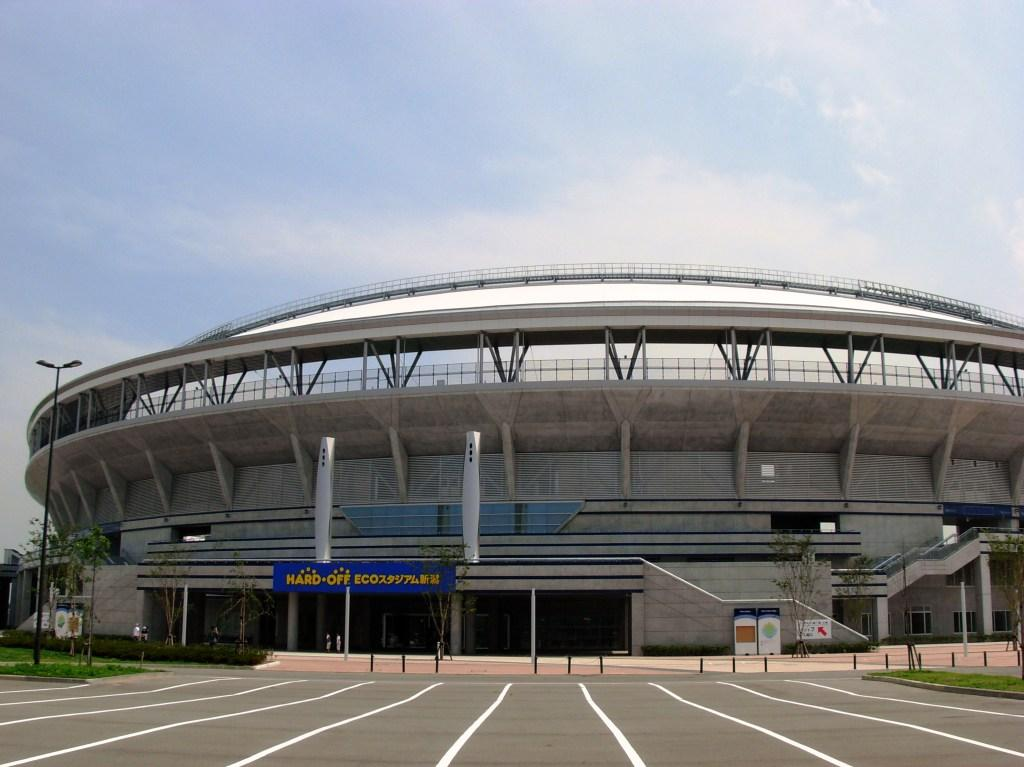
総選挙開票イベントが開催されたHARD OFF ECOスタジアム新潟

選挙の実施は、2016年3月21日に公式ブログ・AKB48オフィシャルサイトで発表された。
今回の総選挙では、前回同様に立候補制を採用している。
最終結果が発表される開票イベントは、2016年6月18日に新潟県立鳥屋野潟公園野球場（HARD OFF ECOスタジアム新潟）で実施された。会場での総合司会は徳光和夫と木佐彩子。当イベントでは、初めて中華人民共和国でのインターネット生配信が行われた。
一般の投票期間は、2016年5月31日10時から6月17日15時までであった。また今回から新たに、開票日当日の「AKB48グループコンサート」参加者に付与された投票権の行使期間は、6月18日12時から14時30分までであった。
開票イベントが開催される新潟市が地元の商工会議所や各企業に協力を要請したところ、イベントに関連する来場者は5万人と想定され、市観光政策課によると、市内約50か所の宿泊施設の予約率は、6月4日の時点でほぼ100％になったとされる。宿泊施設が満室となると、いわゆる「帰宅難民」問題が発生しかねないため、東日本旅客鉄道は、新潟発東京行きなどの上越新幹線の臨時列車を運転し、市と地元商工会は、宿泊先が確保できなくても翌朝まで過ごせるよう飲食店などに営業時間の延長を要請した。新潟市は、イベント開催に伴う飲食店や宿泊施設の利用による経済効果を15億6400万円と試算していた。

## テレビ中継
イベントの模様はBSスカパー!において、12時から19時まで開票イベントに先立って行われた「AKB48グループコンサート」を含め7時間生中継し、フジテレビ系において、18時30分から19時まで（第1部）・19時から20時51分まで（第2部）・20時51分から21時24分まで（第3部）の3部制で生放送された。またイベント当日の15時から16時30分まで、フジテレビローカルで事前番組『決戦直前!今夜の第8回AKB総選挙はこう楽しめ!』を放送。さらにイベント終了後の23時15分から翌19日0時09分まで、テレビ朝日系列において『緊急生放送!AKB48総選挙延長戦 〜僕たちは彼女について行く〜』を生放送。テレビ朝日でのMCは羽鳥慎一、進行に青山愛（テレビ朝日アナウンサー）、ゲストとして宇野常寛、東国原英夫、中継先では新潟からは弘中綾香（テレビ朝日アナウンサー）、品川駅からは野上慎平（テレビ朝日アナウンサー）、乃木坂46の生駒里奈、白石麻衣、西野七瀬、橋本奈々未、松村沙友理が出演した。なお、フジ・テレ朝ともコメンテーターとして、AKB48グループ・前総監督の高橋みなみが出演した。
当日のNHK BSプレミアム『AKB48 SHOW!』でも選抜総選挙生放送スペシャルが放送され、AKB48グループのメンバーが同時刻に2つの生放送番組に出演した。
フジテレビにおける生中継は、前年、メンバーの壇上スピーチ中に何度もCMに突入したり、ゲストによる順位予想、注目メンバーのVTRやスタジオトークなどが多く含まれる番組構成となっており、一部メンバーのスピーチはワイプ画面に映されるのみであったりし、インターネットを中心にファンからの批判や苦情が殺到したが、今回は番組構成を一新し余計な演出は極力排除し、番組前半に集中してCMを投入した。6位から1位の発表までCMをはさまず、番組後半は余裕のある進行で中継され、前年に比べ高評価を受けた。
関東地区（フジテレビ）の平均視聴率は第1部・6.2%、第2部・8.7%、第3部・17.6%、瞬間最高視聴率は19.9%であった（いずれもビデオリサーチ調べ、関東地区・世帯・リアルタイム）。開催地である新潟地区（新潟総合テレビ）では番組全体の平均視聴率は26.0%、第3部の平均視聴率は34.5%、瞬間最高視聴率38.0%を記録した（いずれもビデオリサーチ調べ、新潟地区・世帯・リアルタイム）。

## 投票有資格者
以下のいずれかに該当する者に投票権がある。
- 44thシングル「翼はいらない」初回限定盤・通常盤・劇場盤購入者
- AKB48公式ファンクラブ「二本柱の会」会員
- 各グループ公式携帯サイト会員
  - AKB48 Mobile
  - SKE48 Mobile
  - NMB48 Mobile
  - HKT48 Mobile
  - NGT48 Mobile
- 各グループ公式メールサービス月額会員
  - AKB48 Mail
  - SKE48 Mail
  - NMB48 Mail
  - HKT48 Mail
  - NGT48 Mail
- AKB48公式スマートフォンアプリ会員
- AKB48 OFFICIAL NET会員
- DMM.comが提供する以下の月額見放題サービス会員
  - AKB48 LIVE!! ON DEMAND
  - SKE48 LIVE!! ON DEMAND
  - NMB48 LIVE!! ON DEMAND
  - HKT48 LIVE!! ON DEMAND
  - NGT48 LIVE!! ON DEMAND
  - AKB48グループ REVIVAL!! ON DEMAND

また、開票日当日の12時より開演した「AKB48グループコンサート」のチケット1枚につき投票権1票が付与された。

## 被選挙権者
以下の条件のいずれかを満たすメンバーが、所定の用紙に記入し、各劇場の選挙実行委員会に提出することで立候補したことになり、被選挙権者となる。
- AKB48・SKE48・NMB48・HKT48・NGT48に2016年3月23日時点で在籍しているメンバー
- 海外グループに専任移籍の元AKB48メンバー（仲川遥香・近野莉菜）

### 立候補者
- 立候補期間：2016年3月23日16時00分 - 3月27日22時00分
- 立候補者数：272名

本節以下における所属チームは2016年6月10日時点。それ以前に活動終了したメンバーはそれぞれの最終活動日時点の所属チーム。各チームの候補者数は兼任メンバーの重複を含む。立候補者のうち、☆は前回立候補しなかったメンバー（初めて立候補する権利が与えられたメンバーを除く）。

#### AKB48
- チームA（17名）
  - ☆入山杏奈、大家志津香、大和田南那、小嶋菜月、佐々木優佳里、島崎遥香、白間美瑠（NMB48チームM兼任）、田北香世子、谷口めぐ、中西智代梨、中村麻里子、平田梨奈、樋渡結依、宮崎美穂、宮脇咲良（HKT48チームKIV兼任）、山田菜々美（チーム8兼任）、横山由依
- チームK（15名）
  - ☆阿部マリア、市川愛美、兒玉遥（HKT48チームH兼任）、篠崎彩奈、島田晴香、下口ひなな、鈴木まりや、田野優花、中野郁海（チーム8兼任）、藤田奈那、峯岸みなみ、向井地美音、武藤十夢、茂木忍、湯本亜美
- チームB（12名）
  - 大島涼花、柏木由紀（NGT48チームNIII兼任）、加藤玲奈、木﨑ゆりあ、後藤萌咲、坂口渚沙（チーム8兼任）、達家真姫宝、福岡聖菜、馬嘉伶、矢吹奈子（HKT48チームH兼任）、横島亜衿、渡辺麻友
- チーム4（17名）
  - 飯野雅、伊豆田莉奈、岩立沙穂、大川莉央、大森美優、岡田彩花、岡田奈々、川本紗矢、北川綾巴（SKE48チームS兼任）、北澤早紀、小嶋真子、込山榛香、佐藤妃星、渋谷凪咲（NMB48チームBII兼任）、高橋朱里、朝長美桜（HKT48チームKIV兼任）、西野未姫
- チーム8（44名）
  - 坂口渚沙（チームB兼任）、横山結衣、谷川聖、佐藤七海、早坂つむぎ、佐藤朱、舞木香純、岡部麟、本田仁美、清水麻璃亜、髙橋彩音、吉川七瀬、小栗有以、小田えりな、佐藤栞、左伴彩佳、横道侑里、服部有菜、橋本陽菜、北玲名、長久玲奈、近藤萌恵里、永野芹佳、太田奈緒、山田菜々美（チームA兼任）、山本瑠香、大西桃香、濵咲友菜、中野郁海（チームK兼任）、阿部芽唯、人見古都音、谷優里、下尾みう、濵松里緒菜、行天優莉奈、高岡薫、廣瀬なつき、吉田華恋、福地礼奈、倉野尾成美、吉野未優、谷口もか、下青木香鈴、宮里莉羅
- 研究生（6名）
  - 野村奈央、久保怜音、高橋希良、西川怜、山邊歩夢、千葉恵里
- その他（1名）
  - ☆にゃんにゃん仮面[注釈 9]

#### SKE48
- チームS（14名）
  - 東李苑、犬塚あさな、北川綾巴（AKB48チーム4兼任）、後藤理沙子、杉山愛佳、竹内舞、野口由芽、野島樺乃、二村春香、松井珠理奈、松本慈子、宮前杏実[注釈 10]、山内鈴蘭、山田樹奈
- チームKII（14名）
  - 青木詩織、荒井優希、内山命、江籠裕奈、大場美奈、小畑優奈、北野瑠華、白井琴望、惣田紗莉渚、髙塚夏生、高柳明音、竹内彩姫、日高優月、古畑奈和
- チームE（14名）
  - 井田玲音名、市野成美、鎌田菜月、木本花音、熊崎晴香、後藤楽々、斉藤真木子、酒井萌衣、佐藤すみれ、菅原茉椰、須田亜香里、髙寺沙菜、谷真理佳、福士奈央
- 研究生（13名）
  - 相川暖花、浅井裕華、一色嶺奈、太田彩夏、片岡成美、上村亜柚香、川崎成美、末永桜花、髙畑結希、町音葉、水野愛理、村井純奈、和田愛菜

#### NMB48
- チームN（12名）
  - 明石奈津子、石田優美、太田夢莉、加藤夕夏、岸野里香、古賀成美、城恵理子、須藤凜々花、西澤瑠莉奈、山尾梨奈、山本彩、吉田朱里
- チームM（16名）
  - 東由樹、石塚朱莉、植村梓、鵜野みずき、沖田彩華、川上礼奈、久代梨奈、白間美瑠（AKB48チームA兼任）、武井紗良、中野麗来、藤江れいな、松村芽久未、三田麻央、村瀬紗英、森田彩花、矢倉楓子
- チームBII（14名）
  - 井尻晏菜、磯佳奈江、市川美織、植田碧麗、大段舞依、☆上枝恵美加、川上千尋、日下このみ、黒川葉月、渋谷凪咲（AKB48チーム4兼任）、内木志、林萌々香、松岡知穂、薮下柊
- 研究生（6名）
  - 西仲七海、本郷柚巴、堀詩音、安藤愛璃菜、村中有基、安田桃寧

#### HKT48
- チームH（18名）
  - 秋吉優花、井上由莉耶、宇井真白、上野遥、岡本尚子、神志那結衣、兒玉遥（AKB48チームK兼任）、駒田京伽、坂口理子、指原莉乃、田島芽瑠、田中菜津美、田中美久、松岡菜摘、矢吹奈子（AKB48チームB兼任）、山田麻莉奈、山本茉央、若田部遥
- チームKIV（14名）
  - 今田美奈、岩花詩乃、植木南央、熊沢世莉奈、下野由貴、田中優香、冨吉明日香、朝長美桜（AKB48チーム4兼任）、深川舞子、渕上舞、宮脇咲良（AKB48チームA兼任）、村重杏奈、本村碧唯、森保まどか
- チームTII（10名）
  - 荒巻美咲、今村麻莉愛、栗原紗英、坂本愛玲菜、筒井莉子、外薗葉月、松岡はな、村川緋杏、山内祐奈、山下エミリー

#### NGT48
- チームNIII（16名）
  - 荻野由佳、小熊倫実、柏木由紀（AKB48チームB兼任）、加藤美南、北原里英、佐藤杏樹、菅原りこ、高倉萌香、太野彩香、中井りか、西潟茉莉奈、長谷川玲奈、本間日陽、村雲颯香、山口真帆、山田野絵
- 研究生（10名）
  - 大滝友梨亜、角ゆりあ、日下部愛菜、清司麗菜、髙橋真生、中村歩加、奈良未遥、西村菜那子、水澤彩佳、宮島亜弥

### 不参加
- 不参加者数：43名

★は立候補締切日以降、開票日当日までにAKB48グループから卒業した、または卒業発表をしたメンバー。

#### AKB48
- チームA（3名）
  - 小笠原茉由、★小嶋陽菜[注釈 11]、★前田亜美
- チームK（3名）
  - 相笠萌、★石田晴香（前回71位）、中田ちさと[注釈 12]
- チームB（4名）
  - 梅田綾乃、竹内美宥[注釈 12]、田名部生来[注釈 12]、★渡辺美優紀（NMB48チームBII兼任）
- チーム4（2名）
  - 野澤玲奈、村山彩希[注釈 12]
- チーム8（3名）
  - ★藤村菜月、★山本亜依、★岩﨑萌花[注釈 13]

#### SKE48
- チームS（3名）
  - 大矢真那（前回20位）、都築里佳[注釈 12]、矢方美紀
- チームKII（3名）
  - 石田安奈（前回77位）、高木由麻奈、松村香織（前回13位）
- チームE（2名）
  - ★加藤るみ（前回62位）、柴田阿弥（前回15位）

#### NMB48
- チームN（2名）
  - 上西恵（前回36位）、山口夕輝
- チームM（2名）
  - 木下百花[注釈 14]、谷川愛梨（前回74位）
- チームBII（2名）
  - 木下春奈、★渡辺美優紀（AKB48チームB兼任）（前回12位）
- 研究生（1名）
  - ★柴田優衣[注釈 15]

#### HKT48
- チームH（1名）
  - ★穴井千尋（前回33位）
- チームKIV（1名）
  - 多田愛佳（前回41位）

#### JKT48
- チームKIII（1名）
  - 近野莉菜[注釈 14]

#### 開催発表日時点で卒業発表をしていたメンバー
- 宮澤佐江（元SNH48チームSII・元SKE48チームS、前回8位） - 2016年3月31日卒業
- 梅田彩佳（元NMB48チームBII、前回56位） - 同上
- 小林香菜（元AKB48チームB） - 同上
- 山下ゆかり（元SKE48チームKII） - 同上
- 高橋みなみ（元AKB48チームA、前回4位） - 2016年4月8日卒業
- 西村愛華（元NMB48チームN） - 2016年4月11日卒業
- 高城亜樹（元AKB48チームK、前回30位） - 2016年5月1日卒業
- 永尾まりや（元AKB48チームK、前回69位） - 同上
- 岩佐美咲（元AKB48チームB） - 2016年5月21日卒業
- 岩田華怜（元AKB48チームA） - 同上
- 仲川遥香[注釈 12]（元JKT48チームJ[注釈 16]） - 2016年12月30日卒業

## 当選枠
前回同様80人。1 - 16位の16人が表題曲の選抜メンバーとなる。17 - 32位の16人はアンダーガールズ、33 - 48位の16人がネクストガールズ、49 - 64位の16人がフューチャーガールズ、65 - 80位のアップカミングガールズとしてそれぞれの楽曲に参加する。

## 結果
投票総数は、325万5400票と前年から3万2336票減少した。シングル曲選抜の各グループ内訳人数は、AKB48が9名、SKE48が2名、NMB48が1名、HKT48が3名、NGT48が1名となった。1位経験回数において前田敦子と大島優子の2回を上回り単独トップとなる歴代最多の3回目の1位を獲得した指原莉乃は総選挙史上初の二連覇を達成した。その獲得票数24万3011票は自身が41stシングル選抜総選挙で記録した19万4049票を上回り、過去最多得票数となった。
2016年6月1日に行われた速報結果発表では、初の試みとして最終結果では圏外となる81 - 100位まで発表された。
2016年9月15日に『AKB48グループ同時開催コンサートin横浜』と題した、総選挙の結果を反映したコンサートが開催された。コンサートはランクインメンバーが参加した「今年はランクインできました祝賀会」を横浜アリーナにおいて、圏外メンバーが参加の「来年こそランクインするぞ決起集会」を神奈川県民ホールにおいて、それぞれ別会場で同時刻に開催した。
先述のコンサート「来年こそランクインするぞ決起集会」では、「AKB48 45thシングル選抜総選挙 延長戦」として選抜総選挙で初めて圏外順位を公表し、81位から100位までを開票イベントで司会を務めた徳光和夫が発表した。
| 順位                                                        | 氏名                                   | 所属                                   | 得票数                                 | 速報                                   | 速報                                   | 前回 順位                              | 過去 最高 順位                         |
| 順位                                                        | 氏名                                   | 所属                                   | 得票数                                 | 得票                                   | 順位                                   | 前回 順位                              | 過去 最高 順位                         |
| 45thシングル 選抜メンバー（1位〜16位）                      | 45thシングル 選抜メンバー（1位〜16位） | 45thシングル 選抜メンバー（1位〜16位） | 45thシングル 選抜メンバー（1位〜16位） | 45thシングル 選抜メンバー（1位〜16位） | 45thシングル 選抜メンバー（1位〜16位） | 45thシングル 選抜メンバー（1位〜16位） | 45thシングル 選抜メンバー（1位〜16位） |
| ----------------------------------------------------------- | -------------------------------------- | -------------------------------------- | -------------------------------------- | -------------------------------------- | -------------------------------------- | -------------------------------------- | -------------------------------------- |
| 001位                                                       | 指原莉乃                               | H                                      | 243,011票                              | 41,127票                               | 002位                                  | 01位                                   | 01位                                   |
| 002位                                                       | 渡辺麻友                               | B                                      | 175,613票                              | 42,034票                               | 001位                                  | 03位                                   | 01位                                   |
| 003位                                                       | 松井珠理奈                             | S                                      | 112,341票                              | 35,469票                               | 003位                                  | 05位                                   | 04位                                   |
| 004位                                                       | 山本彩                                 | N                                      | 110,411票                              | 26,680票                               | 004位                                  | 06位                                   | 06位                                   |
| 005位                                                       | 柏木由紀                               | B/NIII                                 | 92,110票                               | 20,988票                               | 006位                                  | 02位                                   | 02位                                   |
| 006位                                                       | 宮脇咲良                               | KIV/A                                  | 78,279票                               | 12,410票                               | 012位                                  | 07位                                   | 07位                                   |
| 007位                                                       | 須田亜香里                             | E                                      | 69,159票                               | 22,536票                               | 005位                                  | 18位                                   | 10位                                   |
| 008位                                                       | 島崎遥香                               | A                                      | 68,126票                               | 10,610票                               | 017位                                  | 09位                                   | 07位                                   |
| 009位                                                       | 兒玉遥                                 | H/K                                    | 60,591票                               | 13,599票                               | 008位                                  | 17位                                   | 17位                                   |
| 010位                                                       | 武藤十夢                               | K                                      | 58,624票                               | 8,208票                                | 031位                                  | 16位                                   | 16位                                   |
| 011位                                                       | 横山由依                               | A                                      | 58,610票                               | 8,701票                                | 026位                                  | 10位                                   | 10位                                   |
| 012位                                                       | 北原里英                               | NIII                                   | 50,190票                               | 5,924票                                | 050位                                  | 11位                                   | 11位                                   |
| 013位                                                       | 向井地美音                             | K                                      | 47,094票                               | 8,341票                                | 029位                                  | 44位                                   | 44位                                   |
| 014位                                                       | 岡田奈々                               | 4                                      | 43,318票                               | 14,889票                               | 007位                                  | 29位                                   | 29位                                   |
| 015位                                                       | 高橋朱里                               | 4                                      | 40,648票                               | 12,705票                               | 010位                                  | 25位                                   | 25位                                   |
| 016位                                                       | にゃんにゃん仮面                       | ?                                      | 40,071票                               | 12,630票                               | 011位                                  | 不参加                                 | 06位                                   |
| アンダーガールズ（17位〜32位）                              |                                        |                                        |                                        |                                        |                                        |                                        |                                        |
| 017位                                                       | 峯岸みなみ                             | K                                      | 40,011票                               | 4,560票                                | 065位                                  | 19位                                   | 14位                                   |
| 018位                                                       | 入山杏奈                               | A                                      | 36,894票                               | 3,872票                                | 073位                                  | 不参加                                 | 20位                                   |
| 019位                                                       | 小嶋真子                               | 4                                      | 33,524票                               | 8,300票                                | 030位                                  | 26位                                   | 26位                                   |
| 020位                                                       | 高柳明音                               | KII                                    | 33,176票                               | 6,318票                                | 044位                                  | 14位                                   | 14位                                   |
| 021位                                                       | 込山榛香                               | 4                                      | 32,886票                               | 10,043票                               | 018位                                  | 圏外                                   | -                                      |
| 022位                                                       | 大場美奈                               | KII                                    | 32,118票                               | 5,656票                                | 054位                                  | 27位                                   | 27位                                   |
| 023位                                                       | 朝長美桜                               | KIV/4                                  | 31,314票                               | 5,070票                                | 061位                                  | 21位                                   | 21位                                   |
| 024位                                                       | 白間美瑠                               | M/A                                    | 29,983票                               | 6,929票                                | 040位                                  | 34位                                   | 34位                                   |
| 025位                                                       | 沖田彩華                               | M                                      | 29,517票                               | 11,426票                               | 014位                                  | 圏外                                   | -                                      |
| 026位                                                       | 加藤玲奈                               | B                                      | 29,333票                               | 5,273票                                | 059位                                  | 28位                                   | 28位                                   |
| 027位                                                       | 川本紗矢                               | 4                                      | 29,213票                               | 11,379票                               | 015位                                  | 圏外                                   | -                                      |
| 028位                                                       | 矢吹奈子                               | H/B                                    | 28,706票                               | 5,734票                                | 052位                                  | 圏外                                   | -                                      |
| 029位                                                       | 古畑奈和                               | KII                                    | 28,553票                               | 7,154票                                | 037位                                  | 24位                                   | 24位                                   |
| 030位                                                       | 惣田紗莉渚                             | KII                                    | 28,369票                               | 5,356票                                | 058位                                  | 55位                                   | 55位                                   |
| 031位                                                       | 竹内彩姫                               | KII                                    | 28,282票                               | 12,935票                               | 009位                                  | 圏外                                   | -                                      |
| 032位                                                       | 大島涼花                               | B                                      | 28,260票                               | 11,888票                               | 013位                                  | 圏外                                   | 80位                                   |
| ネクストガールズ（33位〜48位）                              |                                        |                                        |                                        |                                        |                                        |                                        |                                        |
| 033位                                                       | 矢倉楓子                               | M                                      | 27,487票                               | 8,848票                                | 024位                                  | 40位                                   | 40位                                   |
| 034位                                                       | 倉野尾成美                             | 8                                      | 26,152票                               | 9,349票                                | 021位                                  | 圏外                                   | -                                      |
| 035位                                                       | 江籠裕奈                               | KII                                    | 25,963票                               | 8,410票                                | 027位                                  | 圏外                                   | -                                      |
| 036位                                                       | 本村碧唯                               | KIV                                    | 25,613票                               | 7,481票                                | 036位                                  | 80位                                   | 48位                                   |
| 037位                                                       | 木﨑ゆりあ                             | B                                      | 25,039票                               | 4,794票                                | 062位                                  | 22位                                   | 22位                                   |
| 038位                                                       | 佐々木優佳里                           | A                                      | 24,059票                               | 7,873票                                | 032位                                  | 50位                                   | 47位                                   |
| 039位                                                       | 薮下柊                                 | BII                                    | 23,251票                               | 6,150票                                | 045位                                  | 60位                                   | 59位                                   |
| 040位                                                       | 渕上舞                                 | KIV                                    | 22,995票                               | 11,146票                               | 016位                                  | 31位                                   | 31位                                   |
| 041位                                                       | 藤江れいな                             | M                                      | 22,429票                               | 2,794票                                | 090位                                  | 35位                                   | 32位                                   |
| 042位                                                       | 冨吉明日香                             | KIV                                    | 21,881票                               | 6,953票                                | 039位                                  | 圏外                                   | -                                      |
| 043位                                                       | 田島芽瑠                               | H                                      | 21,864票                               | 5,930票                                | 049位                                  | 32位                                   | 32位                                   |
| 044位                                                       | 須藤凜々花                             | N                                      | 21,559票                               | 9,136票                                | 022位                                  | 圏外                                   | -                                      |
| 045位                                                       | 田中美久                               | H                                      | 21,009票                               | 5,365票                                | 057位                                  | 圏外                                   | -                                      |
| 046位                                                       | 松岡菜摘                               | H                                      | 20,980票                               | 6,364票                                | 042位                                  | 51位                                   | 51位                                   |
| 047位                                                       | 茂木忍                                 | K                                      | 20,913票                               | 9,826票                                | 020位                                  | 57位                                   | 57位                                   |
| 048位                                                       | 井上由莉耶                             | H                                      | 20,643票                               | 8,709票                                | 025位                                  | 圏外                                   | -                                      |
| フューチャーガールズ（49位〜64位）                          |                                        |                                        |                                        |                                        |                                        |                                        |                                        |
| 049位                                                       | 二村春香                               | S                                      | 20,618票                               | 6,039票                                | 046位                                  | 38位                                   | 34位                                   |
| 050位                                                       | 森保まどか                             | KIV                                    | 20,028票                               | 5,900票                                | 051位                                  | 43位                                   | 25位                                   |
| 051位                                                       | 岩立沙穂                               | 4                                      | 20,021票                               | 5,248票                                | 060位                                  | 圏外                                   | 66位                                   |
| 052位                                                       | 太田夢莉                               | N                                      | 19,534票                               | 7,635票                                | 034位                                  | 圏外                                   | -                                      |
| 053位                                                       | 神志那結衣                             | H                                      | 19,377票                               | 9,070票                                | 023位                                  | 46位                                   | 46位                                   |
| 054位                                                       | 竹内舞                                 | S                                      | 19,326票                               | 3,426票                                | 079位                                  | 76位                                   | 76位                                   |
| 055位                                                       | 谷真理佳                               | E                                      | 19,274票                               | 9,851票                                | 019位                                  | 23位                                   | 23位                                   |
| 056位                                                       | 渋谷凪咲                               | BII/4                                  | 19,140票                               | 2,970票                                | 086位                                  | 58位                                   | 58位                                   |
| 057位                                                       | 岡田彩花                               | 4                                      | 18,524票                               | 8,372票                                | 028位                                  | 圏外                                   | -                                      |
| 058位                                                       | 植木南央                               | KIV                                    | 17,898票                               | 4,691票                                | 063位                                  | 72位                                   | 72位                                   |
| 059位                                                       | 坂口理子                               | H                                      | 16,839票                               | 6,971票                                | 038位                                  | 37位                                   | 37位                                   |
| 060位                                                       | 駒田京伽                               | H                                      | 16,691票                               | 3,504票                                | 078位                                  | 圏外                                   | 79位                                   |
| 061位                                                       | 西野未姫                               | 4                                      | 16,548票                               | 4,300票                                | 068位                                  | 圏外                                   | 62位                                   |
| 062位                                                       | 大和田南那                             | A                                      | 16,246票                               | 3,045票                                | 084位                                  | 75位                                   | 75位                                   |
| 063位                                                       | 酒井萌衣                               | E                                      | 15,994票                               | 6,410票                                | 041位                                  | 圏外                                   | -                                      |
| 064位                                                       | 北川綾巴                               | S/4                                    | 15,793票                               | 5,587票                                | 055位                                  | 66位                                   | 66位                                   |
| アップカミングガールズ（65位〜80位）                        |                                        |                                        |                                        |                                        |                                        |                                        |                                        |
| 065位                                                       | 宮前杏実                               | S                                      | 15,716票                               | 2,305票                                | 099位                                  | 45位                                   | 45位                                   |
| 066位                                                       | 岸野里香                               | N                                      | 15,697票                               | 3,258票                                | 083位                                  | 圏外                                   | -                                      |
| 067位                                                       | 熊崎晴香                               | E                                      | 15,600票                               | 3,375票                                | 080位                                  | 73位                                   | 73位                                   |
| 068位                                                       | 木本花音                               | E                                      | 15,057票                               | 3,020票                                | 085位                                  | 48位                                   | 31位                                   |
| 069位                                                       | 谷口めぐ                               | A                                      | 14,950票                               | 7,550票                                | 035位                                  | 圏外                                   | -                                      |
| 070位                                                       | 坂口渚沙                               | 8/B                                    | 14,913票                               | 5,667票                                | 053位                                  | 圏外                                   | -                                      |
| 071位                                                       | 山内鈴蘭                               | S                                      | 14,550票                               | 圏外                                   | 圏外                                   | 63位                                   | 36位                                   |
| 072位                                                       | 秋吉優花                               | H                                      | 14,544票                               | 3,369票                                | 081位                                  | 圏外                                   | -                                      |
| 073位                                                       | 大森美優                               | 4                                      | 14,177票                               | 7,715票                                | 033位                                  | 67位                                   | 67位                                   |
| 074位                                                       | 鎌田菜月                               | E                                      | 13,882票                               | 6,334票                                | 043位                                  | 70位                                   | 70位                                   |
| 075位                                                       | 佐藤すみれ                             | E                                      | 13,657票                               | 圏外                                   | 圏外                                   | 49位                                   | 31位                                   |
| 076位                                                       | 加藤美南                               | NIII                                   | 13,571票                               | 圏外                                   | 圏外                                   | 加入前                                 | 加入前                                 |
| 077位                                                       | 吉田朱里                               | N                                      | 13,512票                               | 2,393票                                | 097位                                  | 64位                                   | 50位                                   |
| 078位                                                       | 宮崎美穂                               | A                                      | 13,366票                               | 3,607票                                | 076位                                  | 圏外                                   | 18位                                   |
| 079位                                                       | 日高優月                               | KII                                    | 13,204票                               | 4,441票                                | 067位                                  | 圏外                                   | -                                      |
| 080位                                                       | 村重杏奈                               | KIV                                    | 13,058票                               | 5,403票                                | 056位                                  | 圏外                                   | 67位                                   |
| 順位                                                        | 氏名                                   | 所属                                   | 得票数                                 | 速報                                   | 速報                                   | 前回 順位                              | 過去 最高 順位                         |
| 順位                                                        | 氏名                                   | 所属                                   | 得票数                                 | 得票                                   | 順位                                   | 前回 順位                              | 過去 最高 順位                         |
| 次点（81位〜100位）                                         |                                        |                                        |                                        |                                        |                                        |                                        |                                        |
| 081位                                                       | 市川美織                               | BII                                    | 12,970票                               | 2,483票                                | 094位                                  | 79位                                   | 39位                                   |
| 082位                                                       | 若田部遥                               | H                                      | 12,890票                               | 5,936票                                | 048位                                  | 圏外                                   | -                                      |
| 083位                                                       | 東李苑                                 | S                                      | 12,396票                               | 圏外                                   | 圏外                                   | 61位                                   | 61位                                   |
| 084位                                                       | 加藤夕夏                               | N                                      | 12,371票                               | 3,299票                                | 082位                                  | 59位                                   | 59位                                   |
| 085位                                                       | 野口由芽                               | S                                      | 12,284票                               | 4,203票                                | 070位                                  | 圏外                                   | -                                      |
| 086位                                                       | 荒井優希                               | KII                                    | 12,114票                               | 4,666票                                | 064位                                  | 圏外                                   | -                                      |
| 087位                                                       | 大家志津香                             | A                                      | 11,498票                               | 3,993票                                | 072位                                  | 圏外                                   | 29位                                   |
| 088位                                                       | 村瀬紗英                               | M                                      | 10,951票                               | 4,046票                                | 071位                                  | 圏外                                   | -                                      |
| 089位                                                       | 田中菜津美                             | H                                      | 10,419票                               | 4,552票                                | 066位                                  | 圏外                                   | -                                      |
| 090位                                                       | 今田美奈                               | KIV                                    | 10,056票                               | 4,284票                                | 069位                                  | 圏外                                   | -                                      |
| 091位                                                       | 中西智代梨                             | A                                      | 9,961票                                | 5,951票                                | 047位                                  | 圏外                                   | -                                      |
| 092位                                                       | 斉藤真木子                             | E                                      | 9,900票                                | 2,813票                                | 089位                                  | 65位                                   | 42位                                   |
| 093位                                                       | 青木詩織                               | KII                                    | 9,813票                                | 2,946票                                | 087位                                  | 圏外                                   | -                                      |
| 094位                                                       | 篠崎彩奈                               | K                                      | 9,684票                                | 3,826票                                | 074位                                  | 78位                                   | 78位                                   |
| 095位                                                       | 荻野由佳                               | NIII                                   | 9,403票                                | 2,515票                                | 091位                                  | 加入前                                 | 加入前                                 |
| 096位                                                       | 中井りか                               | NIII                                   | 8,997票                                | 2,502票                                | 092位                                  | 加入前                                 | 加入前                                 |
| 097位                                                       | 福岡聖菜                               | B                                      | 8,984票                                | 2,831票                                | 088位                                  | 圏外                                   | -                                      |
| 098位                                                       | 下野由貴                               | KIV                                    | 8,956票                                | 3,778票                                | 075位                                  | 圏外                                   | -                                      |
| 099位                                                       | 田野優花                               | K                                      | 8,636票                                | 圏外                                   | 圏外                                   | 47位                                   | 38位                                   |
| 100位                                                       | 後藤理沙子                             | S                                      | 8,372票                                | 3,535票                                | 077位                                  | 52位                                   | 52位                                   |
| 速報では81 - 100位以内で最終結果が101位以下となったメンバー |                                        |                                        |                                        |                                        |                                        |                                        |                                        |
| 101位 以下                                                  | 田中優香                               | KIV                                    | -                                      | 2,494票                                | 093位                                  | 圏外                                   | -                                      |
| 101位 以下                                                  | 後藤楽々                               | E                                      | -                                      | 2,420票                                | 095位                                  | 圏外                                   | -                                      |
| 101位 以下                                                  | 小嶋菜月                               | A                                      | -                                      | 2,394票                                | 096位                                  | 圏外                                   | -                                      |
| 101位 以下                                                  | 松岡はな                               | TII                                    | -                                      | 2,356票                                | 098位                                  | 加入前                                 | 加入前                                 |
| 101位 以下                                                  | 上野遥                                 | H                                      | -                                      | 2,283票                                | 100位                                  | 圏外                                   | -                                      |

## 「最多議席数を獲得したグループ」特典
最終結果において「最多議席数を獲得したグループ」である「第一党」となったグループには、下記の特典が付与された。
1. 80位以内に入った最多議席数のグループメンバーによる新公演
2. 最多議席数のグループによるファン感謝祭の開催（該当グループに所属するメンバー全員で実施[注釈 19]）
3. 80位以内に入った最多議席数のグループメンバーのLINEスタンプを制作

80位以内に入ったグループ別のメンバー数は、下表のとおりとなり、AKB48が前回SKE48に明け渡した第一党に返り咲いた。
| 順位 | グループ | 議席数 | 前回   | 前回 |
| 順位 | グループ | 議席数 | 議席数 | 順位 |
| ---- | -------- | ------ | ------ | ---- |
| 1位  | AKB48    | 28     | 23     | 2位  |
| 2位  | SKE48    | 20     | 26     | 1位  |
| 3位  | HKT48    | 19     | 15     | 3位  |
| 4位  | NMB48    | 11     | 14     | 4位  |
| 5位  | NGT48    | 2      | 1      | 5位  |

LINEスタンプは『AKB48 選抜総選挙第一党記念スタンプ』として2016年8月4日より配信開始された。ファン感謝祭は、2016年8月7日にさいたまスーパーアリーナで『AKB48 シングル選抜総選挙 第一党感謝祭2016 〜1,039,172票の愛にありがとう!〜』と題したライヴイベントとして開催された。総選挙に立候補した兼任を除くAKB48のメンバー102名が参加。

### 「サムネイル」公演
新公演は、当初予定より半年以上遅れた2017年5月12日に初日を迎えた。公演はAKB48の8thアルバム収録曲で構成される『サムネイル』公演となる。

## 連動企画

### Yahoo!検索・GYAO!とのコラボレーション企画
立候補メンバー全272名の選抜総選挙アピールコメント映像が、Yahoo!検索の検索結果上とGYAO!で2016年5月21日より先行公開された（YouTubeで公開されたのは5月27日）。

### AKB48 45thシングル 選抜総選挙 × SHOWROOM
ストリーミングサービス『SHOWROOM』によるイベント。選抜総選挙の開催に伴い、SHOWROOM内に設置された総選挙立候補メンバー272人全員分の各配信ルームにおいて、メンバー自ら任意で生配信で自分のアピールを行う。
また、今回の選抜総選挙で17 - 32位にランクインした16名（アンダーガールズ）を対象に、秋に予定されている地上波番組のMC権をかけた、投票済みシリアルナンバーを活用したイベントをSHOWROOM上で実施予定とされたが、秋に実施されることはなく、2017年5月6日開始予定の、指原莉乃がMCを務める番組『この指と〜まれ!』（フジテレビ）のサブMC争奪イベントとして実施され、サブMCは矢吹奈子に決定した。
配信期間
- 2016年6月6日16時00分 - 6月17日22時00分[51]
- 2016年6月18日21時30分 - 6月21日0時00分（お礼配信）[55]

イベント結果
本イベントの順位は、総選挙の結果とは関係ない。所属チームにおいて、「K研」はAKB48チームK ドラフト研究生、「B研」はAKB48チームB ドラフト研究生、「栄研」はSKE48研究生、「KII研」はSKE48チームKII ドラフト研究生、「新研」はNGT48研究生を示す。

### マクドナルド×AKB48 45thシングル 選抜総選挙 応援キャンペーン
日本マクドナルドが開催するキャンペーン。2016年6月6日 - 6月30日のキャンペーン期間中、マクドナルド対象店舗の各店舗にマクドナルドが選抜した66名のメンバーの「マクドナルド×AKB48総選挙オリジナルポスター」が掲出される。マクドナルドが選抜した66名のメンバーが「選抜メンバー」、「アンダーガールズ」、「ネクストガールズ」、「フューチャーガールズ」、「アップカミングガールズ」のセンターに選ばれた場合、対象メンバーに「ハンバーガー」1年分（ハンバーガー無料クーポン券365枚）をプレゼント。対象メンバーで各ユニットのセンターになったのは1位・指原莉乃、17位・峯岸みなみ、33位・矢倉楓子であった。なかでも矢倉は「33位のハンバーガーを家族で分け合って食べられるのがうれしいです。」とコメントした。このハンバーガー1年分の副賞は2016年9月15日に行われた『AKB48グループ同時開催コンサートin横浜 〜今年はランクインできました祝賀会〜』で、ドナルド・マクドナルドから3名に贈呈された。

### TSUTAYA×AKB48 45thシングル キャンペーンガール選抜総選挙
AKB48グループ各劇場拠点の「東京」「名古屋」「大阪」「福岡」「新潟」のTSUTAYA5店舗で実施された。
開催店舗
- SHIBUYA TSUTAYA（東京都渋谷区）
- TSUTAYA 名古屋栄店（名古屋市中区、SKE48劇場と同じサンシャイン栄に入居）
- TSUTAYA EBISUBASHI（大阪市中央区）
- TSUTAYA 天神駅前福岡ビル店（福岡市中央区）
- 蔦屋書店 新潟万代（新潟市中央区）

投票期間
2016年5月31日10時00分 - 6月17日23時59分
投票方法
各開催店舗でAKB48 44thシングル「翼はいらない」購入者にCD1枚つき「TSUTAYA総選挙シリアルナンバー入りアクセスカード（各店別）」を1枚付与。
被選挙権者
「AKB48 45thシングル選抜総選挙」の立候補メンバー
各開催店舗1位メンバーへの賞品
45thシングル発売の際、各開催店舗店頭に「1位に選ばれたメンバーのソロ特設コーナー」を設置。
発表日
- 速報発表：2016年6月1日
- 中間発表：2016年6月8日
- 最終開票：2016年6月18日

結果
所属チームにおいて「新研」はNGT48研究生を示す。

### 『神の手』との連動企画
ブランジスタゲームが提供する、3Dクレーンゲームのスマートフォンアプリ『神の手』の第1弾企画として、選抜総選挙当日のステージ上の夢と希望が閉じ込められているという缶「場空缶」を景品にした。立候補メンバー272名全員分、3万缶が用意され、10缶に1缶は本人による直筆メッセージが同封された。
さらに、『神の手』第4弾企画として、総選挙で選抜入りした上位16名のメンバーに変身できるキャップ「マスクヘッズ」が1万個の数量限定で景品化された。

## AKB48総選挙DVD発売記念スペシャル!
イベントのDVD・Blu-ray発売を記念して、ライブストリーミングプラットフォーム・SHOWROOMにおいて特別番組『AKB48総選挙DVD発売記念スペシャル!』が2016年9月16日から9月29日まで全5回で生配信された。NGT48の加藤美南がMCを務め、他にAKB48グループメンバー2名が毎回出演した。
配信日程
| 回 | 配信日         | 出演メンバー                            |
| -- | -------------- | --------------------------------------- |
| 1  | 2016年 9月16日 | 横山由依（AKB48） 高橋朱里（AKB48）     |
| 2  | 9月21日        | 藤江れいな（NMB48） 須藤凜々花（NMB48） |
| 3  | 9月27日        | 大島涼花（AKB48） 朝長美桜（HKT48）     |
| 4  | 9月28日        | 植木南央（HKT48） 駒田京伽（HKT48）     |
| 5  | 9月29日        | 木本花音（SKE48） 鎌田菜月（SKE48）     |

## 公式関連出版物
- 『AKB48総選挙公式ガイドブック 2016』 講談社MOOK、著者: AKB48グループ、2016年5月18日、ISBN 978-4063899627。
- 『AKB48総選挙! 水着サプライズ発表2016』 集英社、2016年8月3日、ISBN 978-4081022199。

## DVD・Blu-ray
- AKB48 45thシングル 選抜総選挙 〜僕たちは誰について行けばいい?〜 DVD（AKS、2016年9月28日、AKB-D2332）
- AKB48 45thシングル 選抜総選挙 〜僕たちは誰について行けばいい?〜 Blu-ray（AKS、2016年9月28日、AKB-D2333）